# Marcio Richardes
Marcio Richardes (Andradina, 30 november 1981) is een Braziliaans voetballer.

## Carrière
Marcio Richardes speelde tussen 2004 en 2010 voor Criciúma, São Caetano, Marília en Albirex Niigata. Hij tekende in 2011 bij Urawa Red Diamonds.